# Chikio Hayashi
Chikio Hayashi (林 知己夫, Hayashi Chikio), né le 7 juin 1918, décédé le 6 août 2002, était un statisticien japonais diplômé de l'université de Tokyo, et spécialisé dans l'analyse des données. Il est l'inventeur des Méthodes de Quantification (« Quantification methods »), dont la méthode de Quantification de type III qui est équivalente à l'analyse des correspondances de Jean-Paul Benzécri.

## Ouvrages et Publications
Voir la liste.
Dans Annals of the Institute of Statistical Mathematics (The Institue of Statistical Mathematics)
- (en) Chikio Hayashi, « Fragments of a new test formula of normality », AISM, Tokyo, ISM, vol. 1, no 2,‎ 1950, p. 125-130 (ISSN 0020-3157, lire en ligne)
- (en) Chikio Hayashi, « On the prediction of phenomena from qualitative data and the quantification of qualitative data from the mathematico-statistical point of view », AISM, Tokyo, ISM, vol. 3, no 2,‎ 1952, p. 69-98 (ISSN 0020-3157, lire en ligne)
- (en) Chikio Hayashi et Hirotugu Akaike, « On a matching problem », AISM, Tokyo, ISM, vol. 4, no 2,‎ 1953, p. 55-64 (ISSN 0020-3157, lire en ligne)
- (en) Chikio Hayashi, « Multidimensional quantification - With the applications to analysis of social phenomena », AISM, Tokyo, ISM, vol. 5, no 2,‎ 1954, p. 121-143 (ISSN 0020-3157, lire en ligne)
- (en) Kameo Matusita, Chikio Hayashi et al., « Some problems of sampling in the forest survey », AISM, Tokyo, ISM, vol. 7, no 1,‎ 1955, p. 1-23 (ISSN 0020-3157)